# アラッハ強制収容所

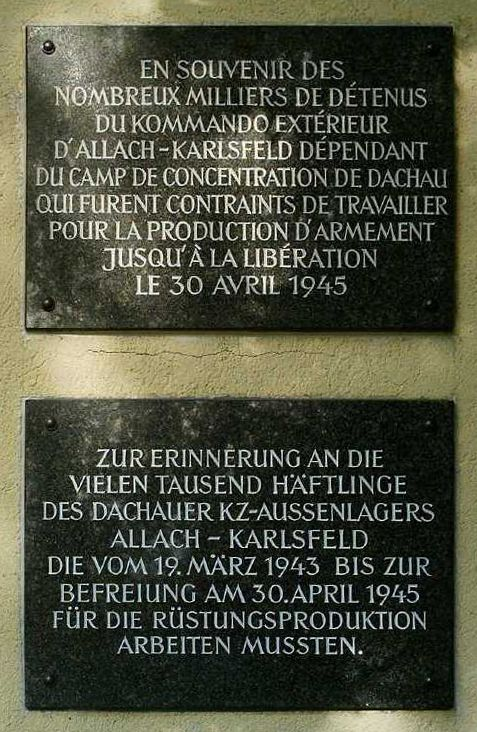
アラッハ強制収容所に収容されていた人々を記念するプラーク。

アラッハ強制収容所（アラッハきょうせいしゅうようじょ、ドイツ語: KZ-Außenlager Allach）、ないし、ダッハウ＝アラッハ強制収容所（ダッハウ＝アラッハきょうせいしゅうようじょ、ドイツ語: KZ-Außenlager Dachau-Allach）は、ミュンヘン市フェルトモヒング＝ハーゼンベルグル地区のルートヴィヒスフェルト (Ludwigsfeld) に、ダッハウ強制収容所の分所のひとつとして1943年2月22日から1945年4月30日まで設けられていた強制収容所である。

## 歴史

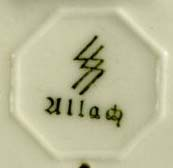
アラッハ磁器に描かれた、親衛隊を象徴するルーン文字。

アラッハ強制収容所は、軍需産業や建設業分野における労働量不足に対処するため、1943年3月19日に、ダッハウ強制収容所の最大の分所として開設された。収容所は、アラッハの磁器や、ドイツ軍の軍服の一部となる刀剣類などを生産する製造現場でもあった。アラッハは、1943年3月から、アメリカ陸軍がここを解放する1945年4月22日まで存続した。
アラッハ磁器製造所 (Porzellan Manufaktur Allach) は、もともと1935年に、私企業としてミュンヘン近郊の小さな町アラッハ (Allach) で創業した。1936年、この事業はナチス親衛隊 (SS) の管理下に置かれた。ハインリヒ・ヒムラーは、既存の優れた磁器製造業所の取得が、彼が真にゲルマン的な文化だと見ていた工芸磁器の生産基盤を確立する手段となると考えていた。アラッハ磁器のプロジェクトは、ヒムラーのお気に入りであり、小規模ながら収益性が高かったドイツの磁器市場で競争に生き残るため、兵士像や動物など、様々な造型が生み出された。
優れた芸術家たちが契約によって確保され、工場の生産工程の中には、240種類以上におよぶ陶磁器の原型の製造なども含まれていた。アラッハの工場の出荷量が増大するにつれ、ナチスはダッハウ強制収容所の近くに、新しい工場を設け、生産工程をそちらに移した。
アラッハ強制収容所の鋳造工場は、近くの町の教師によって運営されていた。実際の刀剣類の製造においては、彼の学生2人が手助けをいていた。SSの象徴となっていた、絡み合ったルーン文字の標章、いわゆるジークルーンが刻印されており、この標章はアラッハ磁器にも描かれていた。

## 開設の背景
1943年2月22日から、強制収容所分所の建設が始まり、3月からは強制収容所の収容者たちも建設に動員された。
軍需産業分野の急激な労働力不足に対処するため、1942年春から、ナチスの文書において「労働収容所 (Arbeitslager)」として言及される収容所の建設が、工場などにより近い場所で始まった。ダッハウ＝アラッハ強制収容所の収容者たちは、おもにBMWや、ディカーホフ（Dyckerhoff：後のディウィダグの前身のひとつ）、トート機関のために働かされた。1943年3月から終戦まで、ヨーゼフ・ヤロリンであった。
エドガー・クプファー＝コベルヴィッツ（ダッハウ強制収容所を生き延びたジャーナリスト）によれば、1943年3月30日には、600人の収容者たちが、浚渫作業などの建設作業のために動員されていたという。

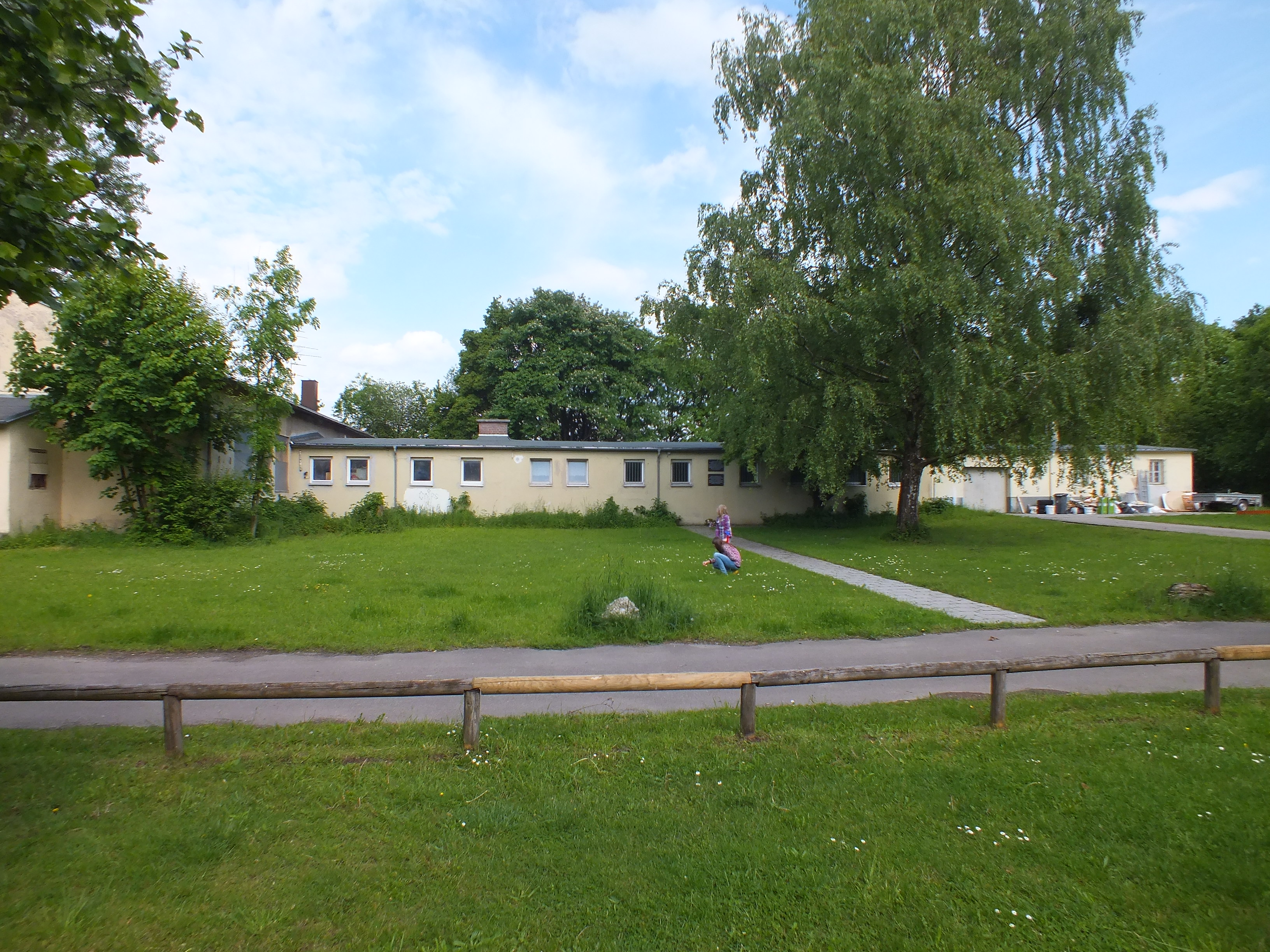
グラナートシュトラッセ8番地および10番地に残る、アラッハ強制収容所の建物の一部。

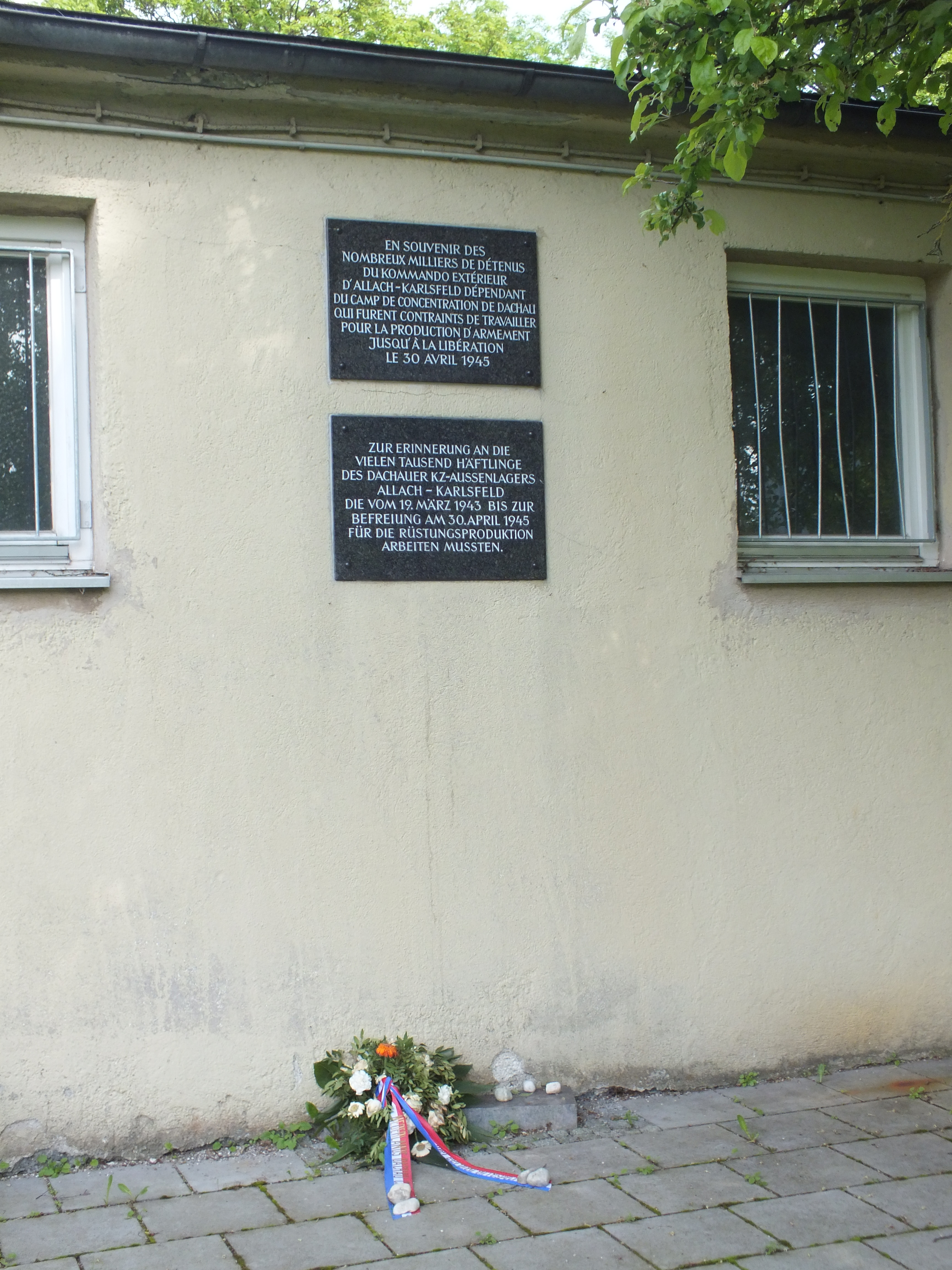
アラッハ強制収容所の建物の一部。プラークが掲げられている壁面。

## 収容所施設
収容所は、家畜小屋を改装した22棟の木造バラックから成っていた。バラックにはロッカーもなく、夜は3段の寝台にわら袋で寝かされた。

## 収容者
収容所では、ユダヤ人と非ユダヤ人、また、男性と女性が別々に分けられていた。
収容者の数は、時期によって大きく異なっていた。平均して3,500人から5,000人ほどの収容者がいたとも、おおよそ3,000人から4,000人の男性がいたともされるが、戦争末期には、あるいは死の行進によって、あるいは（鉄道などによる）移送によって他の強制収容所から送り込まれる者が増大し、数は膨れ上がった。女性の収容者数は男性よりずっと少なく、200人から300人ほどであった。
非ユダヤ人の収容者は、おもにフランス人、ロシア人、ポーランド人、チェコ人、オランダ人であったが、人種差別の犠牲者たちや、ドイツ人で反体制の者たちもいた。
破壊活動や、逃亡、食べ物の窃盗などを理由に、収容者が「処刑」された例もあった。ナチス犯罪追及センターは50件の殺害例を記録している。

## 奴隷労働
この収容所は、飛行機エンジンの生産と修理を行なっていたBMWの軍需部門に、奴隷労働者を提供した7カ所の強制収容所分所の最初のひとつであった。
1942年には、BMWのすぐ近くに、外国人労働者収容所2カ所と、強制労働収容所1カ所が設けられた。
1943年4月12日から、強制収容所の収容者を2週間から6週間の短期間だけ動員する仕組みがBMWで始まり、ドリル、フライス、旋盤や、金属加工の職人として働かせた。
他方では、1941年以降、ドイツの民間人と、50人ほどのダッハウ強制収容所アラッハ分所の収容者が、芸術作品や工芸磁器の生産のために動員されていた。アラッハ収容所の磁器生産は、もともとのアラッハの町の工場が近代化されて再開された後も、磁器生産の主要産地であり続けた。アラックの町の工場は、日用品の陶器製品の生産を担った。ナチス・ドイツの「第三帝国」の崩壊によってアラッハの事業は終焉を迎えた。アラッハ関係の工場は1945年に閉鎖され、二度と再開されなかった。

## 戦時、戦後、記念物
1945年4月30日、アメリカ陸軍第7軍が収容所を解放したとき、アラッハ強制収容所には10,000人もの収容者が残されていたが、腸チフスの蔓延のために5月中旬までは検疫でここに留められた。その後は、短期間だけ難民収容施設となり、その後、ドイツ人戦犯の収容所となった後、1948年から1951年にかけては国立記録公社の施設として使用された。1951年半ばには、連邦政府によって、移民収容所、難民収容所に改装された。1953年以降は、残存している施設が、災害時の避難所として使用された。かつての強制収容所の施設の一部は、1950年に解体撤去され、翌1951年には、新たな住宅地としてルートヴィヒスフェルトが建設され、フェルトモヒング＝ハーゼンベルグル第24区の所属とされた。
アラッハ強制収容所には記念プラークが取り付けられている。2014年、地元の歴史家クラウス・マイ (Klaus Mai) が、300人ほどの収容者が埋葬されたと推定される場所を公表した。その場所は、集合住宅の建設計画があり、2016年春には、遺骨などが残されている可能性を踏まえて発掘が行なわれる予定となっている。